# Kisvejke
Kisvejke est un village et une commune du comitat de Tolna en Hongrie.